# Comunità economica degli Stati dell'Africa occidentale
La Comunità economica degli Stati dell'Africa Occidentale (in inglese Economic Community of West African States - ECOWAS; in francese Communauté économique des États de l'Afrique de l'ouest - CEDEAO) è un accordo economico stipulato da dodici Stati dell'Africa occidentale (al 2024, originariamente sedici, con la successiva aggiunta di Capo Verde) nel 1975, e tuttora in vigore. Attraverso l'ECOMOG questi Paesi svolgono anche una funzione di cooperazione per la sicurezza dell'Africa occidentale.
Cinque Paesi membri della ECOWAS hanno progettato di adottare una moneta comune a partire dal 2025; la moneta dovrebbe chiamarsi Eco. L'unione monetaria verrà detta Zona monetaria dell'Africa occidentale (ZMAO).

## Membri

### Attuali
- Benin

- Capo Verde
- Costa d'Avorio
- Gambia
- Ghana
- Guinea (sospeso dal 2021)[1][2]
- Guinea-Bissau
- Liberia
- Nigeria
- Senegal
- Sierra Leone
- Togo

### Ex membri
- Burkina Faso (1975-2024; già sospeso dal 2022)[3]
- Mali (1975-2024; già sospeso dal 2021)[4]
- Mauritania (1975-2000)
- Niger (1975-2024; già sospeso dal 2023)[5]

### Evoluzione temporale
I Paesi membri hanno aderito alla Comunità nel 1975 ad eccezione di Capo Verde (entrato nel 1977), mentre la Mauritania ha lasciato la Comunità nel 2000. Il Marocco nel 2017 ha chiesto di diventare Paese membro.
Il Mali è stato sospeso il 30 maggio 2021, a seguito del secondo colpo di Stato militare in nove mesi. L'8 settembre 2021 anche la Guinea è stata sospesa dopo un colpo di stato militare.  Il 16 settembre sono state inflitte sanzioni a entrambi i Paesi. Anche il Burkina Faso è stato sospeso il 28 gennaio 2022 a seguito di un colpo di Stato avvenuto pochi giorni prima.
Il Niger è stato sospeso il 30 luglio 2023 a causa del colpo di Stato del 26 luglio.
Il 28 gennaio 2024, tramite un comunicato congiunto, le giunte militari dei sospesi Burkina Faso, Mali e Niger annunciano l’uscita immediata ed incondizionata dal gruppo.

## Storia
L'idea della CEDEAO nacque da un progetto formulato da William Tubman (presidente della Liberia) nel 1964. Nel febbraio del 1965, Costa d'Avorio, Guinea, Liberia e Sierra Leone firmarono un accordo preliminare, a cui non venne però dato seguito.
Nell'aprile del 1972 l'idea fu ripresa dal generale nigeriano Gowon. Un incontro per studiare una bozza di trattato fu organizzato a Lomé tra il 10 e il 15 dicembre 1973. La bozza fu riesaminata da esperti giuristi ad Accra nel gennaio del 1974 e dai primi ministri, riuniti a Monrovia, nel gennaio 1975.
Il 28 maggio 1975, quindici Paesi africani firmarono il Trattato di Lagos che diede vita alla CEDEAO. I protocolli d'intesa furono definiti in dettaglio 5 novembre 1976, a Lomé. Il trattato fu poi ulteriormente modificato nel 1993.
Il 2 dicembre 2004 le è stato riconosciuto lo status di osservatore dell'Assemblea generale delle Nazioni Unite.
Tra le priorità dell'ECOWAS, vi è quella di interposizione nelle aree regionali di conflitto civile, come la missione internazionale di sostegno al Mali nel 2013.

### L'intervento nella crisi politica del Gambia
A cavallo tra il 2016 ed il 2017 l'ECOWAS ebbe un ruolo fondamentale nel permettere ad Adama Barrow, vincitore delle elezioni presidenziali del 1º dicembre 2016, da essa ritenute valide, di insediarsi nel ruolo di Presidente della Repubblica del Gambia, al posto dello sconfitto Yahya Jammeh, salito al potere il 22 luglio 1994 con un colpo di stato. L'esito delle elezioni fu duramente contestato da Jammeh, che dichiarò di voler mantenere il potere con la forza e appellarsi alla Corte Suprema dello Stato, organo a lui vicino e paralizzato da anni, per ricorrere contro i brogli da lui denunciati. Adama Barrow fu quindi costretto a fuggire in Senegal per motivi di sicurezza, dove il 19 gennaio 2017 giurò come presidente del Paese nella sede dell'ambasciata gambiana di Dakar. Assieme a lui si rifugiò in Senegal anche una larga parte della popolazione, timorosa di una possibile repressione armata di Jammeh e di un imminente scoppio di una guerra civile. Gli stranieri lasciarono il Paese. Durante tutta la crisi la CEDEAO intervenne diplomaticamente a sostegno di Barrow e il 21 gennaio 2017 minacciò un intervento militare per costringere Jammeh a riconoscere Barrow presidente ed accettare l'esilio.

### Colpo di stato in Niger
A seguito del colpo di stato in Niger, il 30 luglio 2023 si è tenuto ad Abuja il vertice straordinario dei Capi di Stato e di governo dell'ECOWAS sotto la presidenza di turno del presidente nigeriano Bola Tinubu. Al termine del vertice è stato emesso un ultimatum che intimava alla giunta militare nigerina l'immediato rilascio del presidente Mohamed Bazoum e il ritorno all'ordine costituzionale entro una settimana. In caso contrario, l'ECOWAS ha dichiarato che «prenderà tutte le misure necessarie» e che «queste misure possono includere l'uso della forza».
Una volta scaduto l'ultimatum, il 10 agosto si è tenuto un secondo vertice dell'ECOWAS, al termine del quale è stata disposta l'attivazione immediata della sua forza militare di pronto intervento allo scopo di ripristinare l'ordine costituzionale in Niger. Il 17-18 agosto i responsabili militari dell'ECOWAS si sono incontrati ad Accra per «per organizzare i piani per il dispiegamento della forza di pronto intervento».

### Ritiro degli Stati del Sahel
Nel dicembre 2024, la Comunità economica degli Stati dell'Africa occidentale (ECOWAS) si riunisce in conclave, in una riunione dei capi di stato dei paesi membri, l'ECOWAS, dovrà modificare la sua decisione finale riguardo al ritiro dal Mali, Niger e Burkina Faso, uniti sotto l'accordo AES.

## Struttura

### Presidenti della Commissione
Dal 1977 al 2006 il nome della carica era segretario esecutivo:
- Aboubakar Diaby Ouattara (Costa d'Avorio) gennaio 1977 – 1985
- Momodu Munu (Sierra Leone) 1985–1989
- Abass Bundu (Sierra Leone) 1989–1993
- Édouard Benjamin (Guinea) 1993–1997
- Lansana Kouyaté (Guinea) settembre 1997 – 31 gennaio 2002
- Mohamed Ibn Chambas (Ghana) 1º febbraio 2002 – 31 dicembre 2006

Dalla ristrutturazione:
- Mohamed Ibn Chambas (Ghana) 1º gennaio 2007 – 18 febbraio 2010
- James Victor Gbeho (Ghana) 18 febbraio 2010 - 18 febbraio 2012
- Kadré Désiré Ouédraogo (Burkina Faso) 18 febbraio 2012 - 4 giugno 2016
- Marcel Alain de Souza (Benin) 4 giugno 2016 – in carica

### Presidenti
- Gnassingbé Eyadéma (Togo) 1977–1978
- Olusegun Obasanjo (Nigeria) 1978–1979
- Léopold Sédar Senghor (Senegal) 1979–1980
- Gnassingbé Eyadéma (Togo) 1980–1981
- Siaka Stevens (Sierra Leone) 1981–1982
- Mathieu Kérékou (Benin) 1982–1983
- Ahmed Sékou Touré (Guinea) 1983–1984
- Lansana Conté (Guinea) 1984–1985
- Muhammadu Buhari (Nigeria) 1985 – 27 agosto 1985
- Ibrahim Babangida (Nigeria) 27 agosto 1985 – 1989
- Dawda Jawara (The Gambia) 1989–1990
- Blaise Compaoré (Burkina Faso) 1990–1991
- Dawda Jawara (Gambia) 1991–1992
- Abdou Diouf (Senegal) 1992–1993
- Nicéphore Soglo (Benin) 1993–1994
- Jerry John Rawlings (Ghana) 1994 – 27 luglio 1996
- Sani Abacha (Nigeria) 27 luglio 1996 – 8 giugno 1998
- Abdulsalami Abubakar (Nigeria) 9 giugno 1998 – 1999
- Gnassingbé Eyadéma (Togo) 1999
- Alpha Oumar Konaré (Mali) 1999 – 21 dicembre 2001
- Abdoulaye Wade (Senegal) 21 dicembre 2001 – 31 gennaio 2003
- John Agyekum Kufuor (Ghana) 31 gennaio 2003 – 19 gennaio 2005
- Mamadou Tandja (Niger) 19 gennaio 2005 – 19 gennaio 2007
- Blaise Compaoré (Burkina Faso) 19 gennaio 2007 – 19 dicembre 2008
- Umaru Yar'Adua (Nigeria) 19 dicembre 2008 – 18 febbraio 2010
- Goodluck Jonathan (Nigeria) 18 febbraio 2010 - 18 febbraio 2012
- Alassane Ouattara (Costa d'Avorio) 17 febbraio 2012 - 17 febbraio 2013
- John Dramani Mahama (Ghana) 17 febbraio 2013 - 19 maggio 2015
- Macky Sall (Senegal) 19 maggio 2015 - 4 giugno 2016
- Ellen Johnson Sirleaf (Liberia) 4 giugno 2016 - 4 giugno 2017
- Faure Gnassingbé (Togo) 4 giugno 2017 - 31 luglio 2018
- Muhammadu Buhari (Nigeria) 31 luglio 2018 - 29 giugno 2019
- Mahamadou Issoufou (Niger) 29 giugno 2019 - 2 giugno 2020
- Nana Akufo-Addo (Ghana) 2 giugno 2020 - 3 luglio 2022
- Umaro Sissoco Embaló (Guinea-Bissau)	3 luglio 2022 – 9 luglio 2023
- Bola Tinubu (Nigeria)	9 luglio 2023 – in carica

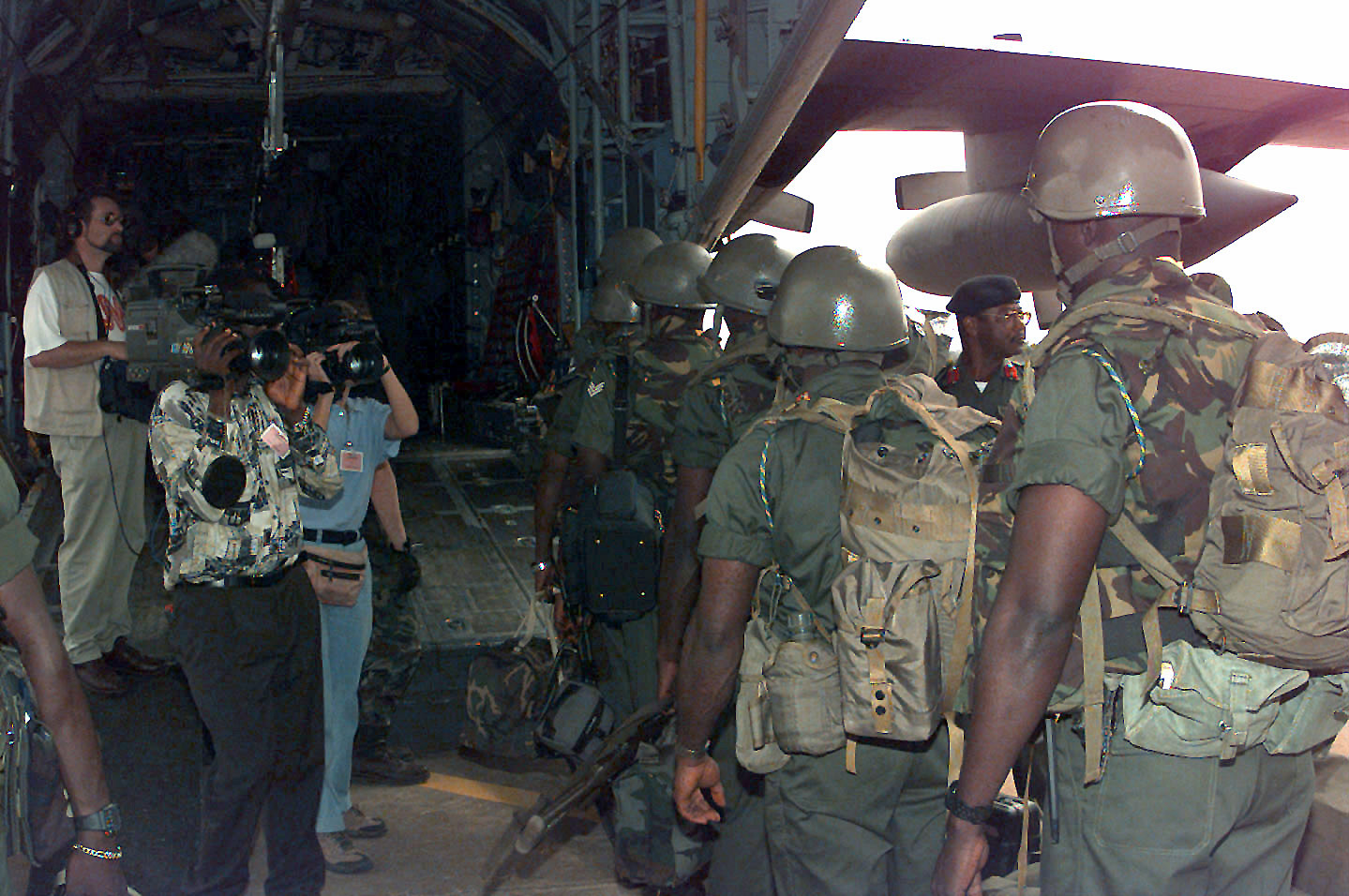
Truppe ghanesi dell'ECOMOG

## Cooperazione regionale per la sicurezza
Le nazioni dell'ECOWAS hanno firmato protocolli di non aggressione nel 1978 e nel 1990.
Hanno anche firmato un protocollo di assistenza difensiva reciproca a Freetown, Sierra Leone, il 29 maggio 1981, che provvide alla costituzione delle forze armate alleate della Comunità (Economic Community of West African States Monitoring Group - ECOMOG), intervenuti in vari conflitti dell'area, come in Sierra Leone, Guinea Bissau, Liberia e Mali, come forza di mantenimento della pace.